# المركز الاستشفائي الجامعي لأكادير
المركز الإستشفائي الجامعي لأكادير هو مركز إستشفائي جامعي يقع في مدينة أكادير. وهو قيد الإنشاء حالياً ومن المتوقع أين يتم إفتتاحه في سنة 2023. وهو مشروع ضخم يعول عليه كثيراً لتعزيز العرض الصحي بجهة سوس ماسة. وقد رصدت له الدولة ميزانية ضخمة تقدر بـ 2.33 مليار درهم.
وإلى غاية سنة 2020، بلغت النسبة الإجمالية لتقدم أشغال إنجاز هذا المركز الإستشفائي 32 بالمائة، حيث سيتم تشييده على مساحة 30 هكتارا (127 ألف و196 متر مربع مغطاة) على قطعة أرضية بالقرب من كلية الطب والصيدلة بأكادير.
وسيشتمل المركز الاستشفائي الجامعي الجديد لأكادير، الذي تبلغ طاقته السريرية 867 سريرا، على الخصوص على مستشفى نهاري (المستشفى النهاري الجراحي /الطبي، ومصلحة التنظير الداخلي وتصوير الأوعية، ومصلحة معالجة القصور الكلوي)، وعلى قطب للاستشفاء الكامل (التخصصات الطبية والجراحية، والولادة وطب الأطفال، والمستعجلات ووحدة الاستشفاء قصير الأمد)، و48 قاعة للاستشارة والاختبارات الوظيفية، وقطب للجراحة، ومركز جهوي للأنكولوجيا، فضلا على مستشفى الأمراض النفسية لأكادير.
وسيساهم هذا المستشفى من الجيل الثالث، دون شك في تطوير البنيات التحتية الاستشفائية على مستوى جهة سوس وتعزيز الخدمات الصحية الأساسية وتقريبها من المواطنين، الذين سوف لن يكونوا في حاجة إلى التنقل نحو مدن أخرى لإجراء عمليات جراحية معقدة أو لمعالجة أمراض مستعصية.